# Lestelle-de-Saint-Martory
Lestelle-de-Saint-Martory – miejscowość i gmina we Francji, w regionie Oksytania, w departamencie Górna Garonna.
Według danych na rok 1990 gminę zamieszkiwało 356 osób, a gęstość zaludnienia wynosiła 38 osób/km² (wśród 3020 gmin regionu Midi-Pireneje Lestelle-de-Saint-Martory plasuje się na 715. miejscu pod względem liczby ludności, natomiast pod względem powierzchni na miejscu 1139.).